# ناحیه تاسکولا، شهرستان داگلاس، ایلینوی
ناحیه تاسکولا (به انگلیسی: Tuscola Township) یک منطقهٔ مسکونی در ایالات متحده آمریکا است که در شهرستان داگلاس واقع شده‌است. ناحیه تاسکولا ۲۰۱ متر بالاتر از سطح دریا واقع شده‌است.